# Henri Poincaré
Jules Henri Poincaré (n. 29 aprilie 1854, Nancy, Al Doilea Imperiu Francez – d. 17 iulie 1912, Paris, A Treia Republică Franceză) (IPA: [pwɛ̃kaˈʀe]) a fost unul dintre cei mai mari matematicieni și fizicieni francezi. A avut contribuții științifice importante și în domeniile astronomie, geodezie, termodinamică, mecanica cuantică, teoria potențialului și filosofie.
Lui îi aparține și renumita „conjectură a lui Poincaré” (bănuiala lui Poincaré), care a putut fi dovedită abia după aproape 100 de ani de la prima formulare a ei în anul 1904.
A aplicat teorema virialului în probleme cosmologice.